# Casa Morisca del Albaicín
La Casa Morisca del Albaicín sita en el número 5 de la calle Pardo de Granada, comunidad autónoma de Andalucía (España), es un ejemplo de arquitectura morisca de tipo doméstico en el barrio del Albaicín. Constituye un testimonio de la población morisca, que utilizó el arte en la ornamentación, así como en los espacios de sus casas. El inmueble aprovechaba elementos nazaríes de una construcción realizada previamente, hasta llegar a la edificación morisca y su adaptación durante el siglo XVI, momento que se puede relacionar con el gran cambio urbanístico que supuso la revuelta de 1568, tras la que se reorganizó el urbanismo del Albaicín.
La casa morisca se ha mantenido desde entonces y ha sufrido a posteriori diversas intervenciones que no han alterado la estructura principal de la vivienda. Además del módulo morisco, resulta interesante el propio patio de la parcela, que llegó a configurarse a partir de la agregación de las dos parcelas originales. Esto dio lugar a la creación del patio delantero, conformando a partir de entonces una tipología de casa patio de gran arraigo en el Albaicín.
La construcción se levanta en el espacio del antiguo recinto de la ciudad romana, que ha contado con una ocupación urbana continuada desde la antigüedad, como constatan los restos aparecidos en el propio patio de la casa (las columnas, los basamentos de piedra y el brocal del pozo).
La edificación tiene gran importancia por estar enclavada en el primitivo recinto del arrabal del Albaicín, zona que fue posteriormente ensanchándose hasta alcanzar la puerta de Ilbira en la medina y la puerta de Al-Sumays en el barrio de Aj-Saris (barrio comprendido entre San Juan de los Reyes y la Carrera del Darro).

## Descripción
La construcción de la casa fue realizada durante el siglo XV. Esta zona fue durante la época nazarí, el barrio más populoso, rico y laborioso de la ciudad, iniciándose su decadencia a partir de la toma de Granada en que sus vecinos más potentados abandonaron la ciudad.
Los moriscos eran los descendientes, en un primer momento, de los habitantes del reino nazarí. Cuando en 1492 se produce el cambio político, ellos seguirán ocupando el mismo espacio urbano y manteniendo sus edificios institucionales que, según se acordó en las Capitulaciones, aseguraban la pervivencia de su cultura. Tras la conversión forzosa en 1501, dichos espacios institucionales desaparecen ante la pérdida de poder político, quedando sus actuaciones restringidas al ámbito de la arquitectura doméstica.
Dentro de la parcela la construcción que se corresponde con el núcleo de origen morisco se encuentra ubicada en el lado oeste del patio y de espaldas a la calle Verónica. Este módulo parece haber existido con anterioridad a la obra nazarí, y según los datos arqueológicos la vivienda aún no se había adaptado al adarve de la calle Verónica, que posteriormente será reconstruida en época nazarí y en la etapa morisca, momento en el que la construcción se adapta al nuevo adarve de la calle Verónica, tal y como muestran los informes de la intervención arqueológica preventiva, mediante control de movimientos de tierras, efectuados en 2006.
El inmueble está construido mediante muros de carga de fábrica mixta de ladrillo. Los forjados son de madera y presentan una cubierta artesonada al igual que en la galería y el mirador. En la cubierta de la planta baja y la primera se conserva el forjado de vigas de madera talladas y policromadas, los pies derechos, balaustradas, zapatas y canecillos tallados.
Posteriormente se realizaron dos añadidos anexos a la vivienda morisca, situados en la misma parcela y que ocupan la parte norte y este de la misma, datándose los cimientos del módulo este en época moderna, mientras que los del módulo norte son de época contemporánea.
La edificación morisca cuenta con dos alturas y una galería hacia el patio interior. Originariamente tenía su acceso por el adarve de la calle Verónica, recuperándose en la intervención efectuada en 2007 la entrada a la vivienda donde estaba ubicado el antiguo zaguán con acceso desde la calle Verónica, momento también en el que en sus muros en alzado a dicha calle se procede a cegar los huecos en la planta baja y se refuerzan los dinteles en los huecos existentes de la fábrica original. Este módulo tiene un cenador adosado por su parte interior, que fue añadido durante la época morisca y que es restaurado mediante el empleo de columnas de mármol y arquería. 
Al siglo XV correspondería el patio, el aljibe para abastecimiento de la casa y la crujía del patio con el pórtico, de espaldas a la calle Verónica, que tenía una torre que desapareció, realizándose nuevamente en el encuentro entre la crujía oeste y norte, cubriéndose en la última actuación efectuada mediante armadura de madera y refuerzos de acero, continuando con el mismo sistema de cubrición seguido en la crujía morisca.
El arte mudéjar y morisco, dada su extensión espacial y en ámbitos sociales muy diversos aparece como una fórmula social y cultural de integración. A esta época corresponde esencialmente un arte doméstico y urbano que por su propia naturaleza apenas nos ha llegado, a consecuencia, en unos casos, de la desaparición de la escena histórica de las clases que lo promovieron, en otros, a las inevitables sustituciones que este arte civil sufrió en la renovación del tejido urbano.
Debido a las especiales condiciones del Albaicín durante el siglo XVI, como un verdadero gueto morisco, las muestras de arquitectura de este tipo se restringen a esta zona, siendo sus características más claras conforme nos introducimos en el entramado urbano y rompemos las relaciones con la ciudad baja como zona de asentamiento de los nuevos habitantes de Granada.
De esta forma encontramos ciertos paralelismos entre la casa morisca situada en la calle Pardo número 5 y las ubicadas en la calle Alberzana, número 1; en la Cuesta de San Jerónimo, número 30; y en el Aljibe de la Vieja, número 9, ya que todas ellas responden al mismo esquema compositivo.